# مارغريت موريس
مارغريت موريس (بالإنجليزية: Margaret Morris)‏ هي ممثلة أمريكية، ولدت في 7 نوفمبر 1898 في الولايات المتحدة، وتوفيت في 7 يونيو 1968 بلوس أنجلوس في الولايات المتحدة.

## وصلات خارجية
- مارغريت موريس على موقع IMDb (الإنجليزية)
- مارغريت موريس على موقع أول موفي (الإنجليزية)
- مارغريت موريس على موقع قاعدة بيانات برودواي على الإنترنت (الإنجليزية)
- مارغريت موريس على موقع قاعدة بيانات الفيلم (الإنجليزية)